# Архітел
Архіте́л (дав.-гр. Ἀρχιτελ) — персонаж давньогрецької міфології, батько Кіафа, родич Ойнея.
Коли Ойней приймав у себе Геракла, під час бенкету Кіаф незграбно прислужив Гераклу, подавши для обмивання рук воду, призначену для миття ніг (або, за іншими свідченнями, хлопчик, поливаючи воду на руки Гераклові, випадково облив йому ноги). Геракл, розлютившися, в серцях відважив йому клацання в лоб або дав ляпаса, внаслідок чого Кіаф помер на місці. Архітел пробачив знаменитому герою ненавмисне вбивство сина, проте Геракл вирішив, згідно із звичаєм, піти у вигнання.